# Attitude Studio
Attitude Studio était un studio d'animation français créé en 2000 et fermé en 2009. Son activité comprenait le jeu vidéo et l'animation. Dans ce dernier domaine, le studio s'est fait connaître essentiellement par le long métrage Renaissance (2006) et par deux séries télévisées, Skyland et Galactik Football (2006).

## Histoire
Le studio est fondé en 2000 par Marc Miance et Boris Hertzog. Son siège est installé à Saint-Denis, dans le quartier de la Plaine. Le but du studio est alors de créer un circuit de production permettant de réaliser de grandes quantités d'animation rapidement et à des coûts raisonnables. Le studio, d'une superficie de 3700 m² et dont l'architecture est signée Gustave Eiffel, s'appuie essentiellement sur la technique d'animation par capture de mouvement. La plateau fait 750 m² et 24 caméras infrarouge pour effectuer les captures de mouvement,,.
Attitude Studio commence par travailler par petits contrats sur des scènes cinématiques de jeux vidéo comme Tomb Raider : L'Ange des ténèbres. En 2000-2001, le studio crée le mannequin Eve Solal, qui est présentée au séminaire américain Siggraph en 2001. Eve Solal est un personnage 100% virtuel qui dispose d'un agent (Jacques-Olivier Broner) et cherche à se faire un nom dans le milieu de la musique,. En 2003, le studio travaille sur les effets spéciaux du documentaire L'Odyssée de l'espèce de Jacques Malaterre. En 2004, le studio est rentable, et, en 2005, il réalise un chiffre d'affaires de 13 millions d'euros. La même année commence la préproduction du long métrage d'animation Renaissance, qui sort en 2006 ; au plus fort de la production, à l'été 2005, le studio emploie 400 personnes dont 80 employés permanents. La sortie de Renaissance connaît de bonnes retombées la première semaine, et les dirigeants d'Attitude Studio annoncent alors la signature d'un contrat avec une major américaine pour un nouveau film d'animation.
Dans le même temps, le studio réalise deux séries d'animation pour la télévision, Skyland et Galactik Football.  Un second long métrage, Robota, réalisé par Doug Chiang, fut également mis en chantier. 
Dans le domaine du jeu vidéo, le studio réalise le jeu La Mémoire dans la peau, adapté du film La Mémoire dans la peau basé sur la série littéraire de Robert Ludlum.
La montée de l'euro par rapport au dollar américain est défavorable à l'activité de la société aux États-Unis, et le studio doit recentrer ses activités sur l'Europe. Il devient moins rentable entre 2006 et 2008, et, en 2008, est déficitaire. Attitude Studio est placé en liquidation judiciaire et cesse ses opérations en octobre 2009,.

## Financement
Attitude Studio a bénéficié de presque 7 millions d'euros de financement réunis en 3 tours de table : 1,2 million d'euros en 2000 pour le lancement de la structure, 2,5 millions d'euros auprès de Société générale Asset Management (SGAM) en 2001, puis 3 millions d'euros auprès du CIC en 2005.

## Filmographie

### Long métrage d'animation
- 2006 : Renaissance

### Séries télévisées d'animation
- 2006 : Skyland
- 2006 : Galactik Football

### Jeux vidéo
- La Mémoire dans la peau (adapté du film La Mémoire dans la peau)[5].